# کوژینیتسه
کوژینیتسه (لهستانی: Kozienice؛ ‏ تلفظ لهستانی: [kɔʑɛˈɲit͡sɛ] ()) شهرکی در شرق لهستان است که طبق آمار سال ۱۹۹۵، در حدود ۲۱٬۵۰۰ نفر جمعیت داشت. این شهر، مرکز شهرستان کوژنگتسه است و در ۶/۵ کیلومتری ویستولا واقع شده‌است. با آنکه این شهر جزئی از لهستان کوچک است، اما از سال ۱۹۹۹ در استان ماسوویان قرار دارد.